# Animation 3D
Ne doit pas être confondu avec les Simulation informatique
L'animation 3D est une technique d'animation par ordinateur équivalant à l'animation en volume dans un monde virtuel. Elle sert à créer le mouvement des différents éléments numériques, ce qui est une étape indispensable pour certaines productions.
Elle est utilisée dans divers domaines tels les effets spéciaux au cinéma, les films et séries en images de synthèse, les jeux vidéo, des présentations de produits, ou autre.

## Domaines d'utilisation
L'animation 3D est utilisée pour les effets spéciaux au cinéma, les films et série en image de synthèse, des présentations de produits, ou d'autres choses.

L'évolution des technologies numériques de l'image a révolutionné les secteurs de divertissement et du spectacle. Animation, jeux vidéo, cinéma, publicité... les images de synthèse 3D envahissent notre quotidien visuel. La production de cinéma d'animation connait depuis quelques années une progression considérable causant ainsi la quasi-disparition de l'animation traditionnelle brisant alors l'hégémonie des Studios Disney dans le domaine du cinéma grand public : les films d'animation se retrouvent sous les feux de la rampe (Toy Story en 1995, Shrek 1 en 2001, Monstres et Cie, L'Âge de glace en 2002, Nemo en 2003…).
L'animation 3D peut également être utilisée dans le domaine médical. Le résultat d'examens du type scanner ou d'imagerie par résonance magnétique peut être présenté en 3D pour en faciliter la compréhension. Les données brutes servent à calculer des animations 3D. Le médecin peut également réaliser une visite virtuelle de l'organe étudié. Cette utilisation de la 3D est récente, et elle nécessite de fortes puissances de calcul.
L'enseignement des sciences et des techniques utilise également l'animation 3D pour visualiser des phénomènes difficiles à filmer, par exemple la forme et le mouvement d'atomes ou de molécules, les réactions physiques ou chimiques rapides, le mouvement des astres célestes, etc.

## Techniques
Dans la plupart des cas, les objets et personnages sont construits suivant des modèles à trois dimensions (on définit des volumes avec une texture de surface), et des algorithmes informatiques traitent ces modèles pour générer l'image en simulant une lumière incidente (effet du soleil, d'une lampe…) et en traitant les différents effets (notamment les ombres et réflexions). Les volumes, les paysages, les personnages, tout se construit à partir de polygones. Un bon modeleur 3D peut à partir d'un simple cube construire des formes étonnamment complexes. Il travaille ensuite la colorimétrie, et bien entendu l'éclairage ne se fait pas automatiquement, il s'agit de le placer au mieux pour un rendu plausible, ou des effets sur les volumes et l'ambiance générale de la scène.
Par bien des aspects, la production d'animation 3D s'apparente à une cinématographie virtuelle : création de personnages, accessoires et décors virtuels, mise en place de l'action des personnages, positionnement de sources lumineuses virtuelles, choix des cadrages et mouvements de caméra virtuelle, des paramètres photographiques de l'objectif (focale, ouverture…) et du capteur (format, sensibilité, réponse…) virtuels, et enfin enregistrement d'une simulation de la propagation de la lumière à travers ce plateau virtuel sous la forme d'une séquence d'images.

### Cel-shading
Le Cel-shading permet, à partir d'une animation 3D, de générer des images ayant l'aspect d'un dessin animé contrairement à l'aspect généralement photoréaliste de la synthèse d'image. Comme la réalisation d'un dessin animé demande la réalisation de nombreux dessins individuels, il peut être plus rapide de créer l'animation en 3D et de laisser l'ordinateur calculer les nombreuses images.

### Capture de mouvement
La capture de mouvement consiste à placer des capteurs sur le corps d'un ou plusieurs acteurs, aux articulations par exemple. Chaque capteur envoie ses coordonnées par le biais de caméras infrarouges. Le signal émis est envoyé vers un puissant ordinateur. Lorsque l'acteur joue, les positions des capteurs sont enregistrées en trois dimensions. Ces données peuvent ensuite être insérées dans un logiciel de création d'images de synthèse professionnel.

## Logiciels pour faire de l'animation 3D
Il existe de nombreux logiciels pour faire de l'animation 3D. Ils varient au niveau de leurs fonctionnalités, prix, et facilité d’utilisation.
(liste rangée par ordre alphabétique.)

### 3ds MAX
Logiciel de modélisation et d'animation 3D de la marque Autodesk qui intègre le moteur de rendu mental-ray et iRay de la marque Nvidia.
3ds MAX a été créé à l'origine par Yost Group pour Autodesk. Il portait alors le nom de "3d Studio" et fonctionnait sous DOS. Puis Autodesk a racheté Discreet Logic qui a intégré 3d Studio Max à sa gamme. Discreet qui a aussi développé Combustion et d'autres logiciels professionnels.
Le logiciel est actuellement en version 2019 (3ds max 2019), c'est le logiciel de 3D le plus distribué, il intègre de très nombreuses fonctionnalités, comme le moteur de rendu Mental Ray et iRay, ainsi que le plugin Shave and HairCut de Joe Alter pour les rendus de cheveux et de poils, nouveautés de la version 8 ou le moteur d'animation de personnage Character Studio, associé avec 3D Studio Max sous la forme d'un plug-in, aujourd'hui mis en adéquation avec le logiciel d'animation Motion Builder et autorise un interopérabilité entre HumanIK et le kit d'outils CAT.
Ces liens avec Adobe After Effects lui permettent aujourd'hui une grande souplesse dans les workflows d'images animées.
3ds Max est ainsi conçu sur une architecture modulaire et supporte des plug-ins (extensions), ainsi que les scripts écrits dans un langage propriétaire (maxscript).
Le logiciel s'est développé rapidement, en étant utilisé particulièrement dans le cadre du jeu vidéo grâce à ses méthodes de modélisation polygonale plus souples.
Bien qu'il soit de plus en plus poussé par le marketing d'Autodesk à l'élaboration d'image et d'animation pour l'architecture (version 3ds Max Design) et une interopérabilité améliorée avec AutoCAD et Revit, il est plus souvent utilisé pour des films ou séries d'animation, tel que "Kaena, la prophétie", ainsi que dans un nombre croissant de films dont : X-Men 2 (X2), Le Gardien du manuscrit sacré (Bulletproof Monk), Fusion (The Core), Destination finale 2 (Final Destination 2), Freddy contre Jason (Freddy vs. Jason) et bien d'autres ; il est aussi très présent dans le milieu de la pub pour la télévision.
Le couple 3ds Max/Maya est traditionnellement utilisé en production d'images animées.
La séparation en deux produits distincts (3ds Max Design et 3ds Max) est une aberration aux yeux des utilisateurs historiques. En effet, même si l'émergence de profils « architectes-infographistes » est réel, le logiciel 3ds Max reste un outil polyvalent de création, à l’instar de Photoshop qui peut être utilisé dans un nombre important de marchés différents (publicité, illustration, retouche photo, etc.). De nombreux architectes-infographistes utilisent la version normale de 3ds Max.

### Blender
Blender est un logiciel libre de modélisation 3D développé par une communauté internationale d'infographistes, permettant de réaliser des images et des animations de synthèse. Son interface, stable et moderne, regroupe des outils de modélisation (NURBS, Bézier, B-spline…), d'animation 2D et 3D, de rendu (type scanline, ombrages par shadow-map, système de calques et particules, rendu panoramique et champ possible…) et de simulation physique (liquides, fumées, feux, vêtements, cheveux).
Le logiciel Blender permet de tout animer, des maillages aux textures en passant par les éclairages et tous types de paramètre. Comme tout bon logiciel 3D, Blender est capable de sauvegarder tout votre travail dans un seul fichier, et vous offre la possibilité d'y accéder sous forme de bibliothèques. De plus, il peut importer et exporter d'autres types de fichiers (import/export DXF, import/export AVI et AVI RAW…).
Blender attire de plus en plus d'infographistes et est devenu l'un des logiciels les plus consultés de nos jours, car il est puissant, gratuit et libre.

## Du 2D à la 3D: l'évolution de la créativité dans le monde de l'animation
"L’intérêt des artistes pour les biotechnologies remonte aux années 1990. De nombreux travaux universitaires se sont penchés depuis sur ces interactions entre art et biotechnologie. En regardant de plus près les œuvres conçues à l’aide des biotechnologies, on s’aperçoit de leur importance dans l’œuvre. "

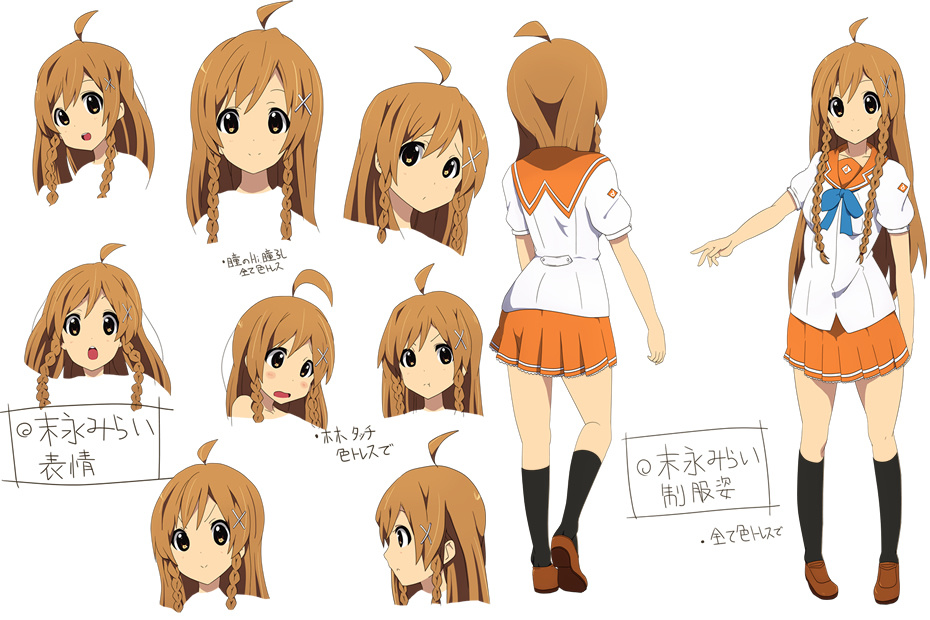
différentes formes de dessin dans l'animé.

L'évolution de la collaboration technique et technologique dans le monde de l'animation a apporté des changements significatifs à la manière dont les animés sont créés et diffusées. L'une des avancées notables est la transition des méthodes d'animation traditionnelles vers des techniques numériques. Cette évolution a permis aux créateurs d'animés d'explorer de nouvelles possibilités artistiques y compris le changements d'illustration pour influencer l'expérience du spectateur. Cette évolution se base sur 6 phases :
- Le passage de l'animation traditionnelle à l'animation numérique (les animations traditionnelles impliquaient des dessins à la main, ce qui limitait la capacité à apporter des modifications d'illustration de manière fluide)
- La narration visuelle améliorée (le changement d'illustration renforce la narration visuelle)
- Les effets visuels dynamiques (il existe de nouvelle subtilité aux illustrations comme les jeux d'ombre et lumière)
- La collaboration artistique accrue (elle facilite la cohésion et la collaboration du travail d'équipe)
- La personnalisation de l'expérience spectateur (les spectateurs sont plongés dans un nouvel univers unique)
- L'impact émotionnel (les transitions d'illustrations peuvent avoir un impact émotionnel significatif)

Dessin animé, Dessin animé japonais, Technique d'animation, 2D numérique
En définitive, la collaboration technique et technologique a permis de révolutionner la façon dont les illustrations sont utilisées dans les animés. Ce qui leur a permis d'engager le public dans un monde plus réaliste et même si ça déplaît toujours à certains, ces avancées offrent aux créateurs une liberté artistique qui leur donne la possibilité d'explorer de nouvelles facettes de l'art. Notamment pour les batailles avec effets spéciaux.

### Cinéma 4D
Logiciel de création 3D développé par la société allemande Maxon, une entreprise du groupe allemand Nemetschek. C'est un outil permettant la modélisation, le texturage, l'animation et le rendu d'objets 3D. CINEMA 4D Studio réunit en un seul produit toutes les composantes des versions Prime, Visualize et Broadcast, ainsi que des outils pour des personnages avancés, le simulateur de cheveux Hair, un moteur physique et du rendu en réseau avec un nombre illimité de clients. CINEMA 4D Studio peut donc facilement mener à bien n'importe quel projet.

### Endorphin
Animation 3D très simplifiée reposant sur le système de simulation.

### Houdini
Logiciel de modélisation et d'animation 3D entièrement procédural, édité par SideFX. Houdini est devenu la principale référence pour la réalisation d'effets spéciaux.

### iclone 3D
Logiciel d'animation de la société Reallusion. Logiciel très complexe, peu maniable, très coûteux. Souvent utilisé par les professionnels.

### LightWave 3D
LightWave 3D est un logiciel d'infographie 3D (imagerie de synthèse) de haut niveau, comprenant la modélisation 3D, l'animation et le rendu. Développé par NewTek.

### Massive
Massive est un logiciel qui sert à simuler des foules. À l'aide de quelques personnages de base, qui chacun possède des mouvements spécifiques, on crée l'illusion d'une foule réaliste simplement en « posant » le nombre désiré sur un plan. Ceux-ci sont préalablement programmés pour adopter telle ou telle attitude (tel ou tel mouvement) suivant la situation : par exemple, s'ils sont censés aller jusqu'à tel point, ils marcheront ou courront vers celui-ci, ralentissant s'ils buttent contre quelqu'un devant eux, le contournant, ou s'arrêtant pour combattre un ennemi (c'est-à-dire un certain type de personnage) en chemin s'ils en rencontrent un. Cet effet est compatible avec celui de la capture de mouvement pour un meilleur effet. Massive a notamment été utilisé dans Le Seigneur des anneaux : La Communauté de l'anneau, Le Seigneur des anneaux : Les Deux Tours et Le Retour du roi.

### Maya
Maya Logiciel de modélisation et d'animation 3D de la marque Autodesk. Il est le plus utilisé par les professionnels, que ce soit pour les films d'animation ou les effets spéciaux.
Noter que Maya est parfois utilisé dans le milieu du design, notamment automobile, pour sa bonne gestion des Nurbs.
Il existe maintenant des versions Mac et Linux.

### TRUE (Temporal Reasoning Universal Elaboration)
Logiciel de dynamique des systèmes intégrant un modeleur 4D (OpenGL), permettant l'animation en n dimensions (animation procédurale).

### Unity 3D
Unity est un logiciel 3D temps réel et multimédia ainsi qu'un moteur 3D/2D et physique  utilisé pour la création de jeux en réseau, d'animation en temps réel, de contenu interactif comportant de l'audio, de la vidéo et des objets 3D/2D. Il a la particularité de proposer une licence gratuite.

### XSI
Logiciel de modélisation et d'animation 3D de la marque Avid racheté par Autodesk. Surtout utilisé au Japon. Autodesk a mis fin au développement d'XSI en 2014.

## Études
Il est possible de faire de l'animation 3D sans formation particulière (en tant qu'amateur). Toutefois, des études spécifiques sont indispensables pour la recherche d'emploi d'animateur 3D professionnel.
- Bac général S ou ES;
- Bac techno STD2A (sciences et technologies du design et des arts appliqués);
- BTS communication visuelle option multimédia;
- BTS métiers de l’audiovisuel option métiers de l'image;
- DUT informatique option imagerie numérique.
Il existe également des licences pro :
- infographie 3D temps réel (Université catholique d'Angers);
- Webdesign sensoriel et stratégies de création en ligne (Limoges).
Plusieurs autres diplômes peuvent être utilisés, seulement leurs fiabilités dans le métier sont encore à prouver. [pourquoi ?]
Bien évidemment, un débutant peut gravir les échelons au fur et à mesure du temps et se spécialiser dans diverses tâches à effectuer au cours de sa carrière ou bien se rediriger vers le dessin ou vers le cinéma d'animation.